# Patty Loverock
Patty Loverock (eigentlich Patricia Elaine Loverock; * 21. Februar 1953 in Vancouver) ist eine ehemalige kanadische Sprinterin.
Bei den British Commonwealth Games 1970 in Edinburgh gewann sie Bronze in der 4-mal-100-Meter-Staffel und erreichte über 100 und 200 Meter das Halbfinale. 1971 wurde sie bei den Panamerikanischen Spielen in Cali Achte über 200 Meter.
1974 wurde sie bei den British Commonwealth Games in Christchurch Achte über 200 Meter, Vierte mit der kanadischen 4-mal-100-Meter-Stafette und schied über 100 Meter im Halbfinale aus. Im Jahr darauf holte sie bei den Panamerikanischen Spielen 1975 in Mexiko-Stadt Silber über 100 Meter und Bronze in der 4-mal-100-Meter-Staffel. Bei der Universiade errang sie Bronze über 100 Meter.
Bei den Olympischen Spielen 1976 in Montreal gelangte sie über 100 und 200 Meter ins Halbfinale und kam mit der kanadischen 4-mal-100-Meter-Stafette auf den vierten Platz.
1977 wurde sie beim Weltcup in Düsseldorf mit der amerikanischen 4-mal-100-Meter-Stafette Vierte. Bei den Commonwealth Games 1978 in Edmonton wurde sie über 100 Meter Sechste, über 200 Meter Siebte und gewann mit der kanadischen 4-mal-100-Meter-Stafette Silber.
Fünfmal wurde sie Kanadische Meisterin über 100 Meter (1970, 1972, 1975, 1976, 1978) und viermal über 200 Meter (1970, 1973, 1976, 1978).

## Persönliche Bestzeiten
- 100 m: 11,34 s, 8. Juli 1978, Montreal
- 200 m: 23,03 s, 27. Juli 1976, Montreal